# Salix excelsa
Salix excelsa là một loài thực vật có hoa trong họ Liễu. Loài này được S.G. Gmel. miêu tả khoa học đầu tiên năm 1774.